# NGC 7756
NGC 7756 – gwiazda znajdująca się w gwiazdozbiorze Ryb. Jej wielkość gwiazdowa to 13m. Zaobserwował ją Lawrence Parsons 11 grudnia 1873 roku i skatalogował jako obiekt typu „mgławicowego”. Identyfikacja obiektu nie jest pewna. Baza SIMBAD jako NGC 7756 błędnie identyfikuje znajdującą się w pobliżu galaktykę NGC 7757.